# Almonacid de Zorita
Almonacid de Zorita ist eine zentralspanische Kleinstadt und eine Gemeinde (municipio) mit nur noch 659 Einwohnern (Stand: 2024) in der Provinz Guadalajara in der Autonomen Region Kastilien-La Mancha. Die Gemeinde gehört zur dünnbesiedelten Region der Serranía Celtibérica. Der Ortsname ist arabischen Ursprungs.

## Lage und Klima
Der etwa 685 m hoch gelegene Ort Almonacid de Zorita liegt im Süden der Landschaft der Alcarria im Norden des Südteils der Iberischen Hochebene (meseta). Die Provinzhauptstadt Guadalajara ist ca. 55 km (Fahrtstrecke) in nordwestlicher Richtung entfernt; der sehenswerte Ort Pastrana befindet sich gut 13 km nördlich. Das Klima im Winter ist gemäßigt, im Sommer dagegen warm bis heiß; die eher geringen Niederschlagsmengen (ca. 405 mm/Jahr) fallen – mit Ausnahme der nahezu regenlosen Sommermonate – verteilt übers ganze Jahr.

## Bevölkerungsentwicklung
| Jahr      | 1857 | 1900 | 1950 | 2000 | 2024 |
| Einwohner | 1345 | 1338 | 1540 | 870  | 659  |

Infolge der Mechanisierung der Landwirtschaft, der Aufgabe bäuerlicher Kleinbetriebe und des daraus resultierenden Verlusts von Arbeitsplätzen ist die Einwohnerzahl der Gemeinde seit der Mitte des 20. Jahrhunderts deutlich gesunken (Landflucht).

## Wirtschaft
Die Menschen früherer Jahrhunderte lebten hauptsächlich als Selbstversorger vom Ackerbau und von der Viehwirtschaft, deren haltbare Produkte (Käse, Wurst, Tierhäute und Wolle) bei fahrenden Händlern getauscht oder verkauft werden konnten. Auf dem Gemeindegebiet steht auch das am Fluss Tajo gelegene und im Jahr 1969 in Betrieb genommene Kernkraftwerk José Cabrera, das im April 2006 abgeschaltet wurde.

## Geschichte
Kelten, Römer und Westgoten hinterließen keine verwertbaren Spuren auf dem Gemeindegebiet und selbst maurische Spuren sind rar. In der zweiten Hälfte des 11. Jahrhunderts wurden sie durch die Armee König Alfons VI. von León wieder aus der Region vertrieben (reconquista). Es begann die Zeit der Wiederbevölkerung (repoblación) mit Christen aus anderen Teilen der Iberischen Halbinsel. Im Jahr 1176 übergab Alfons VIII. von Kastilien den Ort an die Ritter des Calatravaordens, doch fiel er bereits im frühen 13. Jahrhundert wieder an die kastilische Krone zurück. Im Jahr 1565 sollte der Ort an den gerade erst zum Herzog von Pastrana ernannten Adligen Ruy Gómez de Silva verkauft werden, doch die Bürger sammelten 2 Millionen Maravedis, um unter der direkten Oberhoheit der Krone zu bleiben.

## Sehenswürdigkeiten

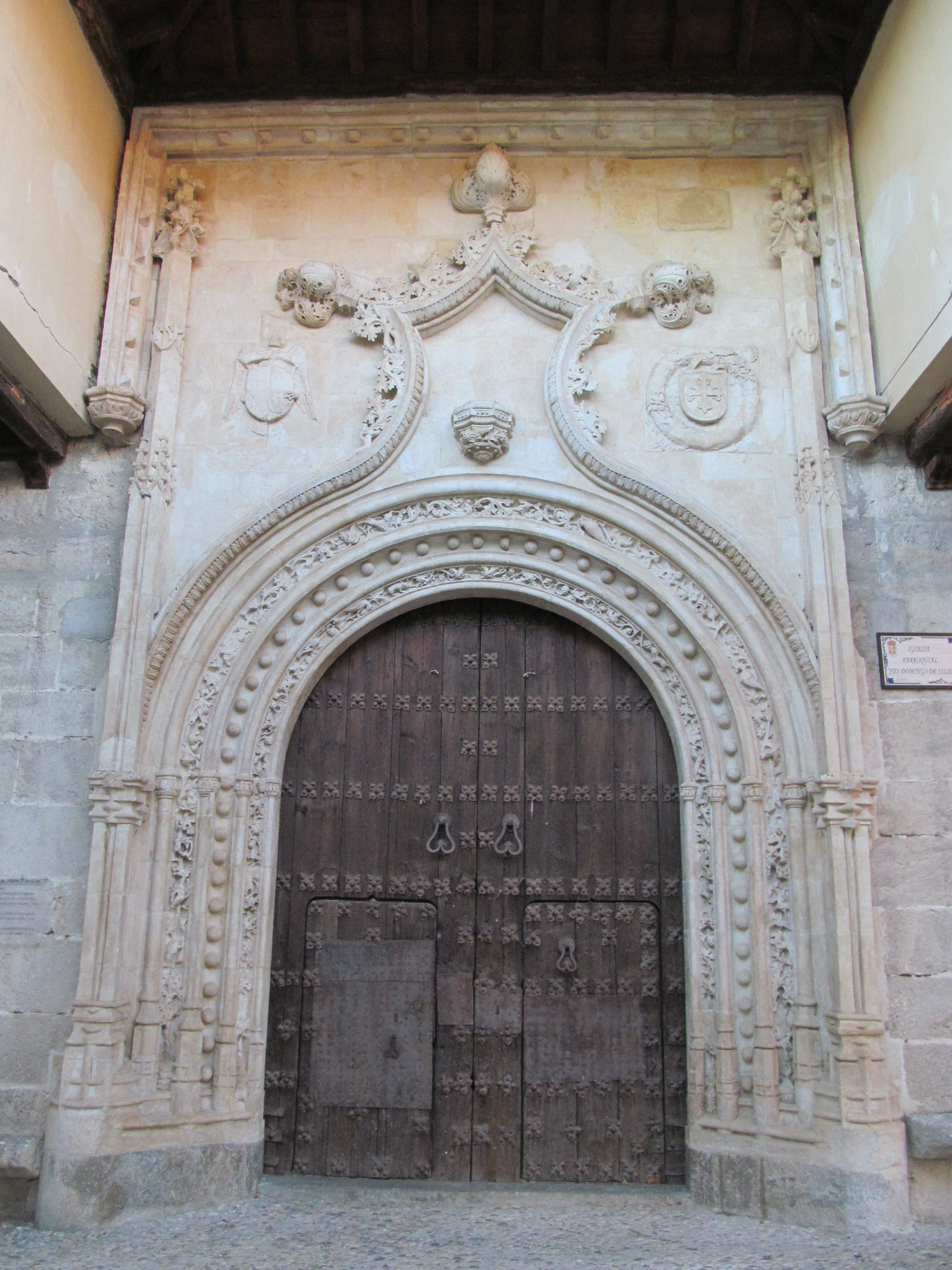
Portal der Kirche

- Im Ortszentrum finden sich mehrere Stützenhäuser (soportales). Ein öffentlicher Brunnen ist mit einer Viehtränke (abrevadero) verbunden.
- Von der spätmittelalterlichen Stadtmauer (muralla) sind noch mehrere Teile erhalten.[6]
- In der Nähe steht ein Uhrturm (torre de reloj) mit einem Glockenkäfig als oberem Abschluss.
- Die Iglesia de Santo Domingo de Silos stammt aus dem 15./16. Jahrhundert; sie erlebte in der Folgezeit jedoch mehrere Umgestaltungen. Erhalten geblieben ist das Portal mit seinen originalen Holztüren und einem Dekor im spätgotisch-isabellinischen Stil; der kronenförmig gestaltete obere Teil wird von einem Alfiz gerahmt. Das dreischiffige Innere zeigt hingegen eindeutig klassizistische Züge.[7]
- Die Ermita de Nuestra Señora la Luz war die Kirche des Jesuitenordens. Ihre frühbarocke Fassade wird von zwei kleinen seitlichen Glockengiebeln (espandañas) überhöht.[8]
- Der Convento de la Concepción diente verschiedenen Frauenorden als Heimstätte; seine Bausubstanz ist akut gefährdet.[9]
- Bedeutsam ist auch der im 18. Jahrhundert erbaute Palacio de los Condes de San Rafael.